# California Jam

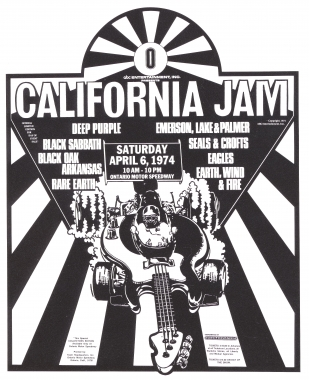
Imagem promocional do California Jam

O California Jam foi um festival de música rock que aconteceu no dia 6 de abril de 1974.
O festival reuniu cerca de 400.000 pessoas, estabelecendo um recorde na época de ingressos vendidos, e tornou-se célebre pela apresentação do Deep Purple, quando o guitarrista Ritchie Blackmore, em um ataque de fúria, colocou fogo em uma parede de amplificadores, o que levou a uma grande explosão que quase o atingiu. O resultado disso foi a banda ter que fugir do local de helicóptero para não ser presa pelas autoridades locais.
Outros pontos marcantes do show foram as apresentações de Eagles, Black Sabbath, Rare Earth, Seals & Crofts e outros. O festival foi transmitido para todo o EUA e contou com aparelhagens de sons e tecnologias então nunca vista na época.

## Bandas presentes
Black Sabbath,
Deep Purple,
Rare Earth,
Seals & Crofts,
Eagles,
Emerson, Lake and Palmer,
Black Oak Arkansas e 
Earth, Wind and Fire